# Mijaín López
Mijaín López Núñez (Consolación del Sur, 20 augustus 1982) is een Cubaans worstelaar.
López nam zesmaal deel aan de Olympische Zomerspelen. Bij zijn Olympische debuut in 2004 werd hij vijfde. Tijdens de spelen van 2008, 2012, 2016, 2020 en 2024 won hij goud in het Grieks-Romeins superzwaargewicht. Hiermee werd López en de eerste worstelaar die vijf gouden medaille won en de eerste sporter die op vijf opeenvolgende spelen hetzelfde onderdeel won. Ireen Wüst won vijf gouden individuele olympische gouden medailles, maar verdeeld over de 1500 & 3000 meter.  
López was in 2008, 2012, 2016 en 2020, 2024 de Cubaanse vlaggendrager bij de openingsceremonie en in 2012 en 2016 bij de sluitingsceremonie.
1972: Anatoli Rosjtsjin ·
1976: Aleksandr Koltsjinski ·
1980: Aleksandr Koltsjinski ·
1984: Jeffrey Blatnick ·
1988: Alexander Karelin ·
1992: Alexander Karelin ·
1996: Alexander Karelin ·
2000: Rulon Gardner ·
2004: Chasan Barojev ·
2008: Mijaín López ·
2012: Mijaín López ·
2016: Mijaín López ·
2020: Mijaín López ·
2024: Mijaín López